# Срачинець
Срачинець (хорв. Sračinec) — населений пункт і громада в Вараждинській жупанії Хорватії.

## Населення
Населення громади за даними перепису 2011 року становило 4 842 осіб. Населення самого поселення становило 3 897 осіб.
Динаміка чисельності населення громади:
Динаміка чисельності населення центру громади:

## Населені пункти
Крім поселення Срачинець, до громади також входить Свибовець-Подравський.

## Клімат
Середня річна температура становить 10,25 °C, середня максимальна – 25,20 °C, а середня мінімальна – -6,72 °C. Середня річна кількість опадів – 882 мм.
| Клімат поселення                              | Клімат поселення | Клімат поселення | Клімат поселення | Клімат поселення | Клімат поселення | Клімат поселення | Клімат поселення | Клімат поселення | Клімат поселення | Клімат поселення | Клімат поселення | Клімат поселення | Клімат поселення |
| Показник                                      | Січ.             | Лют.             | Бер.             | Квіт.            | Трав.            | Черв.            | Лип.             | Серп.            | Вер.             | Жовт.            | Лист.            | Груд.            |                  |
| Середній максимум, °C                         | 5,24             | 7,33             | 11,97            | 16,59            | 21,86            | 25,20            | 24,21            | 23,44            | 19,30            | 14,22            | 8,43             | 4,37             |                  |
| Середня температура, °C                       | −0,74            | 1,34             | 5,96             | 10,59            | 15,86            | 19,19            | 20,32            | 19,57            | 15,42            | 10,32            | 4,56             | 0,49             |                  |
| Середній мінімум, °C                          | −6,72            | −4,64            | −0,02            | 4,60             | 9,88             | 13,20            | 16,46            | 15,69            | 11,53            | 6,49             | 0,68             | −3,39            |                  |
| Норма опадів, мм                              | 42               | 45               | 58               | 70               | 75               | 102              | 91               | 93               | 84               | 83               | 80               | 59               |                  |
| Середньомісячна швидкість вітру, м/с          | 1.90             | 2.10             | 2.50             | 2.50             | 2.30             | 2.10             | 2.00             | 1.80             | 1.80             | 1.84             | 2.00             | 1.98             |                  |
| Середньомісячна сонячна радіація, кДж/м²·день | 4014             | 6775             | 10540            | 14853            | 18915            | 20739            | 21371            | 18613            | 13863            | 8599             | 4497             | 3220             |                  |
| --------------------------------------------- | ---------------- | ---------------- | ---------------- | ---------------- | ---------------- | ---------------- | ---------------- | ---------------- | ---------------- | ---------------- | ---------------- | ---------------- | ---------------- |
| Джерело:                                      |                  |                  |                  |                  |                  |                  |                  |                  |                  |                  |                  |                  |                  |